# География на Пакистан
Пакистан е държава в западната част на Южна Азия. Площ 652 230 km². Население на 1 януари 2021 г. 222 035 000 души. Столица град Исламабад.

## Географско положение, граници, големина
Пакистан е държава в западната част на Южна Азия, простираща се на повече от 1500 km от югозапад на североизток. Нейните северозападни, северни и североизточни части са заети предимно от планини и възвишения, а източната и югоизточната част – от ниската и плоска равнина на река Инд (западната част на обширната Индо-Гангска низина). На юг територията на страната се мие от водите на Арабско море, като има 1046 km брегова ивица, което е ниска и слабо разчленена. В най-югоизточната част се намира голямата делта на река Инд. На запад Пакистан граничи с Иран (дължина на границата 909 km), на северозапад – с Афганистан (2430 km), на североизток – с Китай (524 km, на много места границата е спорна) и на изток – с Индия (2912 km, в района на Кашмир границата също е спорна). Обща дължина на границите (само сухоземни) 6775 km. Преобладаващата част от границите ѝ на запад, северозапад, север и североизток преминават през ниско- и високопланински райони, а границата с Индия е предимно равнинна. В тези си граници Пакистан заема площ от 880 254 km².
Крайни точки:
- на север – провинция Гилгит-Балтистан, граница с Китай, хребета музтагата 37°05’03” с.ш.
- на юг – провинция Синд, граница с Индия, залива Сир на Арабско море 23°42’05” с.ш.
- на запад – провинция Белуджистан, граници с Иран и Афганистан, връх Мелексиах в планината Кечекух 60°52’23” и.д.
- на изток – провинция Гилгит-Балтистан, граница с Китай, планината Каракорум 77°28’18” и.д.

## Природа

### Релеф
Около 1/3 от територията на Пакистан е заета от алувиалната равнина на река Инд, почти цялостно лежаща под 200 m н.в., отличаваща се с еднообразен монотонен релеф с малък наклон, който се оживява само от оврази (близо до реките), долини, канали и суходолия. На югоизток в страната навлиза западната част на пустинята Тар. В равнинните части от басейна на Инд са обособени природните и културно-исторически области Пенджаб (Панджаб, на север) и Синд (на юг). Планините заграждащи равнината на Инд са съпроводени от ивица от силно разчленени предпланински райони с участъци от бедленди. Западните и северозападни части на Пакистан са заети от периферните планини и хребети на Иранската планинска земя – Мекрански планини, Киртхар, Сюлейманови планини и др., представляващи почти паралелни планински вериги с височина до 3000 – 3500 m (връх Заргун 3578 m) и се характеризират със значителната сухота на своите ландшафти. Техните външни склонове, обърнати към Арабско море и равнината на Инд са стръмни, а противоположните, понижаващи се към платата на Белуджистан – полегати. В техните предели високите до 3000 m относително заравнени участъци се редуват с междупланински котловини, разчленени от многочислени сухи долини. Най-мощните планински вериги са разположени в крайните северни части на страната и се отнасят към планинските системи на Хиндукуш (вр. Тиричмир 7690 m), Хиндурадж (6872 m), Хималаите (5291 m) и Каракорум (вр. Чогори 8611 m). Всички те са дълбоко разчленени от речни долини и имат значително количество планински ледници.

### Геоложки строеж, полезни изкопаеми
Територията на Пакистан попада с северозападната периферия на Индийската (Индостанската) платформа и част от Средиземноморската геосинклинална област. Към платформата се отнася източната равнинна част на страната (равнината на Инд), препокрита с антропогенни наслаги. Палеозойските, мезозойските и палеогеновите формации на седиментния чехъл се откриват само в Соления хребет на север. Към нагънатия пояс принадлежат планинските системи в западните и северни части на страната (Иранската планинска земя, Хиндукуш, Хималаите и Каракорум). В западните части, в Белуджистан, представляващи част от Алпийската геосинклинална област се обособяват няколко зони (от изток на запад): миогеосинклинална (кредни и палеогенови карбонатни наслаги); евгеосинклинална (триаско-юрски варовици и скали от офиолитовата серия на кредата); зона на палеогено-миоценовите флишеви скали; зона на кредните и палеогеновите вулканити и гранитоиди. Нагънатата област в северните части на страната е изградена от гнайси, кристалинни шисти и докамбрийски гранити. Покрай нейния северозападен край се простира зона от флишоидни и вулканогенни палеозойски и мезозойски седименти с интрузивни гранити. Нагънатата област е обградена от негативни огъвания, изпълнени с неогенови моласи.
Най-важните находища на полезни изкопаеми са свързани със седиментните периферни комплекси на платформата и нагъната област. Разкритите запаси се оценяват на: нефт – 4,7 млн. т, газ – 453 млрд. m³, въглища – 2 млрд. т, желязо – 500 млн. т. Освен тях в страната са открити залежи на манган, олово, цинк, боксити, антимон, барит, целестин, сяра, каменна сол, гипс, магнезит, варовици и глини.

### Климат
Голяма част от територията на Пакистан има тропически климат, на северозапад – субтропичен, предимно сух, континентален, а в планините на север ясно се проявява височинната зоналност. През януари температурите в равнината на Инд се колебаят обикновено от 12 до 16°С (по крайбрежието на Арабско море до 20°С), а в планините на север се отбелязват студове до -20°С. Средната юлска температура (най-горещия месец) в пустините на юг и югоизток е до 35°С, по крайбрежието – около 29°С, в планините и платата на запад – 20 – 25°С, на височина около 5000 m – до 0°С. В равнината на Инд и в планините на север голяма част от валежите падат в периода на югозападните мусони (от юли до септември), а в пределите на Иранската планинска земя валежите са със зимно-пролетен максимум. По крайбрежието годишната сума на валежите е 150 – 250 mm, в Синд – 100 – 200 mm (в пустинята Тар на места под 50 mm), в долините и платата на северозапад – 250 – 400 mm, в Пенджаб и предпланинските райони – 350 – 500 mm, в планините на север 1000 – 1500 mm. Изпарението почти повсеместно няколко пъти превъзхожда годишната сума на валежите.

### Води
По-голямата част от територията на Пакистан принадлежи към водосборния басейн на река Инд, а западните райони имат местен отток към Арабско море или се отнасят (Белуджистан) към територии с вътрешен отток. Общият годишен отток в басейна на Инд е 208 km³, от който около половината се падат на Инд, а останалите на неговия най-голям приток Сатледж (Панджнад), събиращ водите на основните реки на Пенджаб (Чинаб, Джелам, Рави и Биас). Големите реки се отличават със значително лятно пълноводие, обусловено от мусонните дъждове и топенето на снеговете и ледовете в планините. За защита от честите наводнения коритата на много от тях са обезопасени с високи водозащитни диги. Летният отток превъзхожда от 10 до 16 пъти зимния, а отделни по-малки реки през зимата и пролетта напълно пресъхват. Значителна част от оттока (в басейна на Инд до 40%) се отклоняват за напояване. С изключение на планините на север, речната система на страната е рядка, а в отделни райони на пустинята Тар и в западните части на Белуджистан тя отсъства. В земеделските райони са изградени многочислени напоителни канали.

### Почви, растителност, животински свят
В равнинните части на Пакистан преобладават сивоземните и сиво-канелените почви. На югоизток, в пустинята Тар са развити пясъчни почви, а в междупланинските падини на Белуджистан пясъчните пустинни почви се редуват със солончаци. В предпланинските райони почвите са канелени и кафявоземни. В планините с увеличаване на височината последователно се сменят канелени, кафяви планинско-горски, планинско-ливадни и планинско-ливадно-степни почви. В сухите планини и предпланини, предимно в Западен Пакистан е широко развита почвената ерозия. Развитието на напояването в равнините рязко е усилило процеса на засоляване и заблатяване на почвите, в резултат от което значителни територии ежегодно отпадат като земеделски земи. Големи участъци (предимно в Пенджаб) са стопански удвоени.
Преобладаващата растителност е полупустинна и пустинна. Най-оскъдна е тя в пустинята Тар, където преобладават пясъчните ридове с полузакрепени ксерофитни храсти (калигонум, акация и др.). Естествената растителност в равнината на Инд представлява полупустинна и опустинена савана, съставена от коило, пелин, каперси, астрагали и др. Покрай Инд и другите реки има ивици от дървесно-храстови и тръстокови формации, а в делтата на Инд и по крайбрежието на Арабско море – мангрови гори. В Иранската планинска земя широко са разпространени бодливите храсти (планински ксерофити), а в планините на Белуджистан – редки горички съставени от бадем и пустинна хвойна. В планините на север на височина 1500 – 3000 m отделни участъци са заети от листопадни (предимно дъбови) и иглолистни (смърч, ела, бор, хималайски кедър) гори. Като цяло горите заемат 3% от територията на Пакистан. В долините в близост до населените места се отглеждат финикова палма (в южната част на страната), цитруси, маслини, овощни градини. Покрай напоителните канали има насаждения от черница.
Животинският свят на страната е представен от индо-яфрикански, централноазиатски и средиземноморски видове. От големите бозайници в планините обитават леопард, планински овни и кози, персийска газела, а в равнините – хиена, чакал, дива свиня, диво магаре и многочислени гризачи. Птичият свят е богат (орли, белоглави лешояди, пауни, папагали). Има множество видове змии, а в Инд крокодили.

### Природни райони
В зависимост от релефа, геоложкия строеж, климата, водите и растителността територията на Пакистан се поделя на 3 природни района:
- Равнина на река Инд – обширна алувиална низина, в значителна част селскостопански усвоена, а на югоизток има пустинни участъци;
- Иранска планинска земя – съчетание на средновисоки планини, покрити предимно с храстова растителност и вътрешнопланински падини с участъци от солончаци и пясъчни пустини;
- Хиндукуш, Каракорум и Хималаи – високи планини, дълбоко разчленени от речни долини и дефилета с височинна поясност и вечни снегове и ледници по най-високите части.[2]